# Malick Diop (magistrat)
Pour les articles homonymes, voir Malick Diop et Diop.
Malick Diop, né à Kaolack en 1954, est un magistrat sénégalais, juge au conseil constitutionnel depuis 2012.

## Biographie
Le baccalauréat en poche, il étudie à l’Université Cheikh-Anta-Diop (UCAD) de Dakar où il obtient une maîtrise de droit public.
Jeune diplômé, il est nommé président du Tribunal départemental de Diourbel, puis de Mbacké. En 1986, il intègre la Cour suprême où il devient magistrat référendaire.
Après avoir siégé à la Chambre des accusations de la Cour d’appel de Dakar, il est nommé au Conseil d'État en 1994 et promu conseiller référendaire de première place, au début des années 2000.
Ephémère secrétaire général de la Médiature de la République, il est appelé aux côtés de Macky Sall, comme directeur de cabinet du ministre d’État, ministre de l’Intérieur et des Collectivités locales en août 2003, puis Premier ministre d'avril 2004 à juin 2007. Il est alors promu conseiller d'État, puis Inspecteur général d’État en 2007.
Après la réélection d'Abdoulaye Wade à la présidence de la République, Malick Diop est nommé par le chef de l'État Ministre conseiller chargé des Affaires juridiques.
Il donne également des cours à l'École nationale d'administration.
Nouveau président de la République en mars 2012, Macky Sall le maintient dans ses fonctions de ministre-conseiller, puis le nomme par décret, le 7 juillet 2012, juge au conseil constitutionnel, où il s'installe le 11 juillet, en remplacement de Siricondi Diallo, dont le mandat est arrivé à échéance.
Marié à une pharmacienne et père de deux enfants, son élégance vestimentaire lui vaut le surnom d'« Italien ».